# Pétrusse
La Pétrusse (luss. Péitruss, ted. Petruss) è un fiume lungo 11 km che scorre integralmente in Lussemburgo. È un affluente dell'Alzette.